# Wicca
Wicca, w wersji spolszczonej także wikka lub wika – rozpowszechniona w Europie i Stanach Zjednoczonych religia neopogańska. Została zainicjowana przez emerytowanego brytyjskiego urzędnika, Geralda B. Gardnera, prawdopodobnie w latach 40. XX wieku, ale upubliczniona dopiero od roku 1951. Od tego czasu podzieliła się na kilka dużych i kilkanaście mniejszych gałęzi zwanych tradycjami.
Wicca celebrowana klasycznie jest religią dualistyczną, zaś przewodnimi bóstwami są Potrójna Bogini oraz Rogaty Bóg. Bóstwa są często postrzegane jako aspekty większej panteistycznej istoty, manifestujące się jako różnorakie bóstwa politeistyczne w różnych kulturach. Niemniej jednak istnieje wiele odmiennych i równoważnych sposobów celebracji wśród wiccan – od monoteizmu do ateizmu. Nieodłącznym aspektem jest praktykowanie magii ceremonialnej, idącej w zgodzie z kodeksem etycznym znanym jako wiccańska porada (ang. Wiccan Rede). Kolejną charakterystyczną cechą jest obchodzenie świąt związanych z porami roku.

## Historia
„Przeciętny wiccanin to mężczyzna około czterdziestki, bądź kobieta około trzydziestki, biali, przyzwoicie wykształceni, nie zarabiający bajońskich sum, ale nie przejmujący się sprawami materialnymi – demografowie określają takich ludzi niższą klasą średnią.”

Wicca została zapoczątkowana przez Geralda B. Gardnera, który w latach 30. XX wieku odnalazł w Anglii kowen New Forest, w którym poddał się inicjacji przeprowadzonej przez Dorothy Clutterbuck. Niektórzy historycy twierdzą, że kowen New Forest nigdy nie istniał i był wytworem wyobraźni Gardnera na podstawie własnej lektury, doświadczeń i fascynacji , podczas gdy inni przytaczają argumenty dowodzące, iż kowen rzeczywiście istniał i kultywował religię czarownic. Gardner był wcześniej inicjowany w Ordo Templi Orientis Aleistera Crowleya. Istnieją również przekazy przypisujące Gardnerowi powiązania z masonerią.
Gerald Gardner podczas tworzenia założeń Wicca inspirował się tezami Margaret Murray, brytyjskiej egiptolog i antropolog. To ona w latach 20. XX wieku stworzyła koncepcję kultu Rogatego Boga, towarzysza Bogini. Na podstawie własnych przemyśleń dotyczących procesów o czary w Europie doszła do wniosku, iż oba bóstwa, zwłaszcza Rogaty Bóg, były czczone przez różnorakie wiedźmie kulty od momentu pojawienia się presji przymusowego przechodzenia na chrześcijaństwo. Mimo zdyskredytowania tej teorii Gerald Gardner był jej zwolennikiem, wierząc, że Wicca jest kontynuacją historycznych kultów wiedźm, zaś Bogini oraz Rogaty Bóg są starożytnymi bóstwami wysp brytyjskich. Współcześni badacze odrzucają tę hipotezę, mimo że w czasach starożytności i wczesnego średniowiecza istniało wiele kultów rogatych bóstw i bogiń. W 1921 roku Margaret Murray opublikowała książkę Witch Cult in Western Europe (Kult Czarownic w Europie Zachodniej), w której stwierdziła, iż już od czasów neolitycznych, w Europie rozwija się matriarchalny „kult Diany”. Kult ten miał stanowić swego rodzaju kontrreligię w stosunku do dominującego chrześcijaństwa, a jego wyznawcami miały być m.in. czarownice, a także niektórzy spośród przedstawicieli rodów panujących. W tej chwili tezy Margaret Murray są przyjmowane sceptycznie i dzielą zarówno etnologów, antropologów i religioznawców, jak i samych wiccan na całym świecie.
Po śmierci Geralda Gardnera w 1964 roku Wicca podzieliła się na kilka tradycji. Również jeszcze za życia Gardnera ujawniły się osoby (np. Robert Cochrane), które przypisywały sobie odkrycie lub wieloletnią kontynuację kultu czarownic.

## Etymologia terminu
Termin Wicca zyskał sławę na przełomie lat 60. i 70. XX wieku; wcześniej zjawisko to nazywano czarostwem (ang. witchcraft). Słowo pochodzi ze staroangielskiego wicca, oznaczającego czarownika. Istnieje hipoteza, iż korzeniem tego słowa jest proto-indoeuropejskie *weik – rozdzielać. Rozpoczynający się od wielkiej litery termin określający religię jest prawdopodobnie dziełem Charlesa Cardella, który używał go w latach 50. Początkowo religia ta określana była słowem Wicca (Gardner używał pisowni wica i witchcraft), co ma swój źródłosłów w anglosaksońskim słowie wicca, oznaczającym czarownika (od formy żeńskiej wicce pochodzi współczesne słowo witch czy witchcraft).
W języku polskim używa się najczęściej nieodmiennego zapisu Wicca, zaś wyznawców nazywa się wiccanami, wikkanami.

## Teologia
Chociaż poglądy dotyczące teologii są wielorakie i zróżnicowane, wielu wiccan obdarza szacunkiem Boginię i Boga. Te dwa bóstwa są często różnie rozumiane – jako aspekty jednej istoty, jako dwa biegunowe przeciwieństwa lub dwa, zupełnie niezależne, bóstwa. W niektórych panteistycznych i dualistycznych koncepcjach bóstwa różnych kultur mogą być postrzegane jako aspekty tej pary. W innych nurtach pojawiają się przekonania monoteistyczne – zdaniem wiccan dianicznych istnieje tylko bogini, podczas gdy zdaniem wiccan spod znaku Church and School of Wicca istota ta jest bezpłciowa. Istnieją także wiccanie o poglądach ateistycznych lub agnostycznych, nie wierzący w konkretną istotę, a postrzegające bogów jako psychologiczne archetypy w umyśle ludzkim, które mogą być przywoływane i celebrowane.
Według wiccan Janet i Stewarta Farrarów, którzy prezentowali panteistyczny, dualistyczny i animistyczny punkt widzenia, wiccanie „postrzegają kosmos jako żywą istotę, zarówno w całości, jak i we wszystkich jego elementach”, lecz taki „organiczny punkt widzenia kosmosu nie może być w całości wyrażony i odbierany bez konceptu Boga i Bogini. Nie ma manifestacji bez polaryzacji; na najwyższym więc poziomie stworzenia, poziomie boskim, owa dwubiegunowość musi być najczystszą i najpotężniejszą ze wszystkich, odbijając się i rozprzestrzeniając przez wszystkie poziomy mikrokosmiczne”.

### Bóg i Bogini
Dla większości wiccan Bóg i Bogini są wzajemnie uzupełniającymi się biegunami wszechświata i w tym względzie były porównywane do taoistycznego konceptu yin i yang. Jako takie są często interpretowane jako „ucieleśnienia mocy życiowej przejawiającej się w przyrodzie”, zaś niektórzy wiccanie postrzegają je jako symboliczne polaryzacje, a inni jako niezależne od siebie byty. Oba bóstwa mają symboliczne powiązania – Bogini łączona jest z Ziemią (np. Matka Ziemia) lub z Księżycem, zaś Bóg ze Słońcem.

Bogowie są prawdziwi, nie jako istoty, ale jako nośniki mocy. Pokrótce, można rzec, że personifikacja konkretnego typu kosmicznej mocy w formie Boga lub Bogini, wykonywana przez wyznawców przez wieki za pomocą wiary, ubiera ten magiczny obraz mocy w rzeczywistą postać w sferach wewnętrznych; jednocześnie kult staje się środkiem w jaki z ową mocą można się kontaktować.”

Tradycyjnie Rogaty Bóg jest łączony z naturą, przyrodą, seksualnością, łowami i cyklem życia. Rogaty Bóg jest obdarzany wieloma imionami w zależności od kultury – Cernunnos, Pan, Atho lub Karnayna. Chociaż figura ta nie jest równoważna z chrześcijańską figurą Szatana, złego ducha, całkowicie oddanego złu, niewielka grupa wiccan, w odpowiedzi na europejskie procesy o czary nazywa go imionami upadłego anioła – Diabłem lub Lucyferem (z łaciny „niosący światło”). Inni znowuż postrzegają go jako Zielonego Człowieka, folklorystyczną figurę europejskiej sztuki i architektury, powiązaną ze światem naturalnym. Rogaty Bóg jest postrzegany również jako bóstwo solarne, zwłaszcza podczas obchodzenia święta przesilenia letniego Litha (w słowiańskiej tradycji zwanej Nocą Kupały). Innym obrazem bóstwa jest Dębowy Król (władający wiosną i latem) lub Król Ostrokrzewu (władający jesienią i zimą).
Bogini jest zwykle łączona z triadą – dziewica, matka i starucha, każda o innych powiązaniach – dziewictwem, płodnością i wiedzą. Jest folklorystyczną figurą europejskiej sztuki i architektury, powiązaną ze światem naturalnym. Często jest obrazowana jako bóstwo lunarne, co łączy ją z postacią mitologicznej Diany. Niektórzy wiccanie od lat siedemdziesiątych postrzegają Boginię jako ważniejszą z pary, zawierającą i poczynającą wszystko. W tej koncepcji Rogaty jest postrzegany jako iskra życia w niej, jednocześnie kochanek i dziecko, co jest odzwierciedlane w strukturze tradycyjnego kowenu. W wicca dianicznej Bogini jest jedyną istotą, jednakże ta koncepcja jest krytykowana przez tradycje egalitarne.

### Panteizm, politeizm i animizm

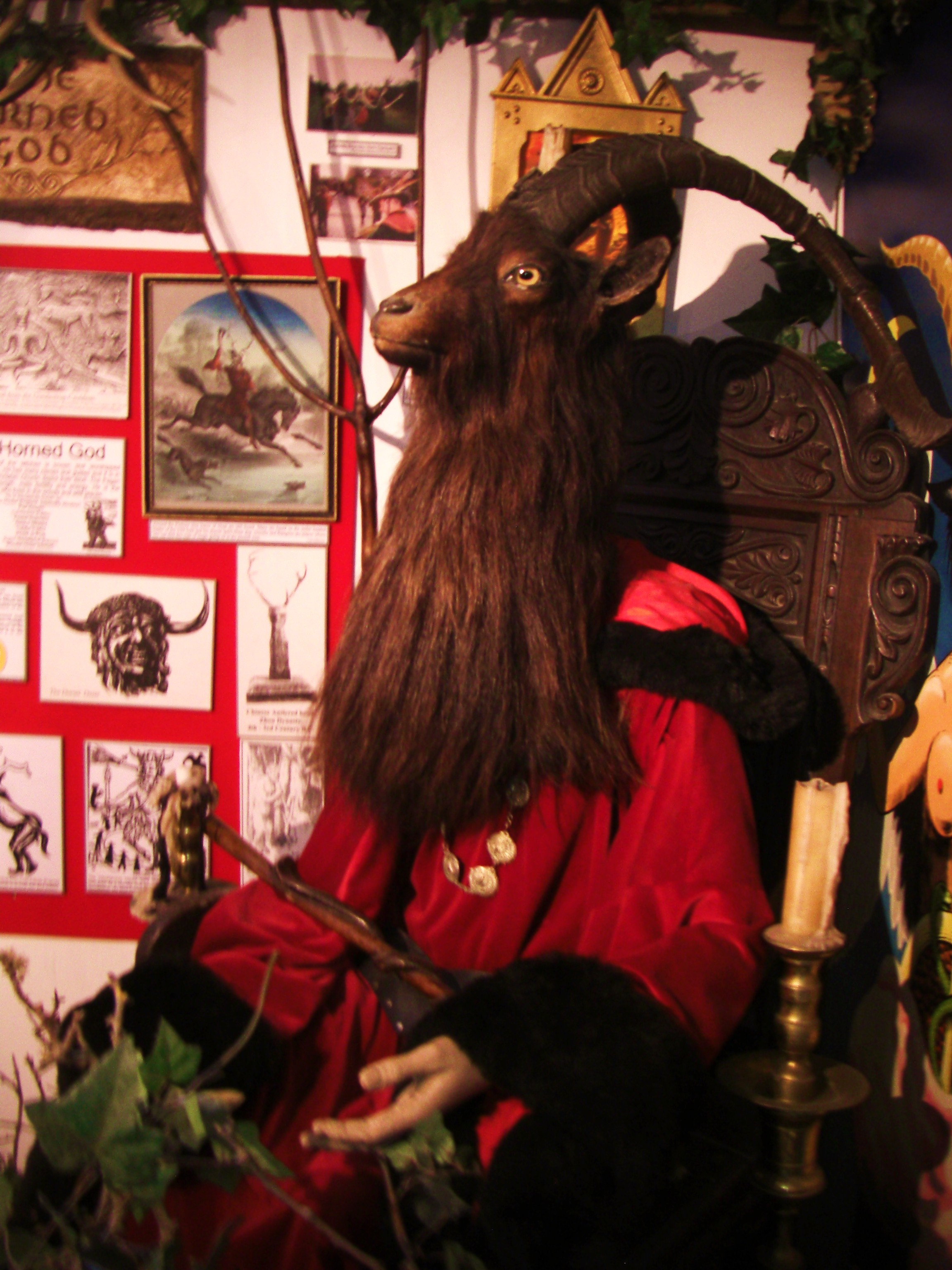
Rzeźba Rogatego Boga w Museum of Witchcraft w Boscastle, Kornwalia.

Wielu wiccan wierzy, iż Bóg i Bogini są tylko aspektami tej samej istoty, postrzeganej jako panteistyczne bóstwo, zawierającej w sobie wszystkie elementy wszechświata. W swoich pismach Gardner odwoływał się do idei pierwszego poruszyciela, pozostającego poza możliwościami poznania, jednakże w tradycjach rytualnych tego odłamu (Wicca gardneriańskie) nazywa się tę istotę Dryghten, co w języku staroangielskim oznaczało „pan”. Inni wiccanie przez kolejne lata nadawali jej kolejne imiona – Scott Cunningham nazywał ją „Jedynym”.
Prócz koncepcji panteizmu i dualizmu wielu wiccan akceptuje podejście politeistyczne, wierząc w istnienie innych bóstw. Niektórzy podzielają pogląd okultystki Dion Fortune, iż „wszyscy bogowie są jednym bogiem, zaś wszystkie boginie są jedną boginią” to jest – wszyscy bogowie i boginie wszystkich kultur są aspektami nadnaturalnego Boga i Bogini. Mając to na uwadze, niektórzy wiccanie postrzegają germańską Ēostre, hinduską Kali oraz chrześcijańską Marię jako manifestację nadrzędnej Bogini, zaś celtyckiego Cernunnosa, starogreckiego Dionizosa oraz judeo-chrześcijańskiego Jahwe jako aspekty jednego archetypicznego Boga. Bardziej restrykcyjne podejście politeistyczne przyjmuje, że bóstwa są oddzielnymi bytami, decydującymi o samych sobie. Wiccańscy pisarze Janet Farrar i Gavin Bone postulowali, iż Wicca staje się bardziej politeistyczna wraz upływającymi latami, przyjmując tradycyjny ogląd pogański.
Niektórzy wiccanie postrzegają bóstwa nie jako byty, a metaforyczne archetypy lub formy myślowe, co technicznie rzecz ujmując, pozwala im być ateistami. Pogląd ten jest popierany przez wielką kapłankę Vivianne Crowley, psycholożkę z zawodu, postrzegającą bóstwa jako archetypy jungowskie istniejące w podświadomości, a wywoływane przez rytuał. Uważała, że „Bogini i Bóg manifestują się nam w snach i wizjach”.
Wicca jest, w swej esencji, religią immanentną – dla niektórych wiccan takie postrzeganie zawiera w sobie elementy animizmu. Centralnym wierzeniem Wicca jest przekonanie, że Bogini i Bóg (lub bogini i bogowie) są w stanie oddziaływać poprzez ciała kapłanów i kapłanek, w trakcie rytuałów – ściągania księżyca lub słońca.

### Pięć Żywiołów
W niektórych tradycjach pojawia się wiara w pięć klasycznych żywiołów, jednakże w przeciwieństwie do antycznej Grecji, są one postrzegane symbolicznie, nie dosłownie – innymi słowy, są to reprezentacje faz materii. Pięć żywiołów może być przywoływane poprzez magiczne rytuały, przy użyciu magicznego kręgu. Są nimi – powietrze, ogień, woda, ziemia i eter (akaśa, „tchnienie” albo „duch”), jednoczący pozostałe cztery. Pojawiło się wiele analogii by wytłumaczyć koncepcję pięciu elementów – na przykład, wiccanka Ann-Marie Gallagher objaśniała posługując się metaforą drzewa, składającego się z ziemi (na której rośnie i z materii której składają się części stałe), wody (żywica i wilgoć), ognia (poprzez fotosyntezę), powietrza (przetwarzanie dwutlenku węgla na tlen), zaś wszystkie cztery są zjednoczone duchem.
W tradycji gardneriańskiej dodatkowo, każdy z żywiołów został połączony z kierunkiem głównym na kompasie – powietrze ze wschodem, ogień z południem, woda z zachodem, ziemia z północą, zaś duch, ze środkiem. Jednak niektórzy wiccanie, jak Frederic Lamond, twierdzą, że powiązanie żywiołów z kierunkami świata jest właściwe tylko dla południowej Anglii, w której Wicca ewoluowała, jak również, że każdy wiccanin powinien samemu dokonać dopasowania, które najlepiej oddaje charakterystykę jego regionu. Mieszkaniec wschodniego wybrzeża Ameryki Północnej powinien kojarzyć wodę raczej ze wschodem (vide Atlantyk) niż zachodem. Inne grupy dokonują zgoła jeszcze innych połączeń – Clan of Tubal Cain, Roberta Cochrane’a, prócz odmiennego szeregowania, oddał strony świata i żywioły we władanie różnych bóstw, dzieci Rogatego Boga i Bogini.
Pięć żywiołów jest symbolizowane przez pięć kątów pentagramu, najwyraźniejszego symbolu Wicca.

### Życie pozagrobowe
Poglądy na kwestię życia pozagrobowego różnią się w zależności od kowenów i wiccan, jednakże reinkarnacja jest dominującym wierzeniem o długiej tradycji sięgającej kowenu w New Forest. Wysoki kapłan Raymond Buckland twierdził, że ludzka dusza przechodzi wielokrotnie w ciała tego samego gatunku, z każdym wcieleniem ucząc się nowych rzeczy i doskonaląc duchowo, jednakże ten pogląd nie jest uniwersalny, gdyż wielu wiccan wierzy w reinkarnację poprzez ciała różnych gatunków. Popularne powiedzenie „kiedyś wiedźma, zawsze wiedźmą” wskazuje na przekonanie, iż wiccanie są kolejnymi wcieleniami innych wiccan.
Wiccanie, którzy wierzą w reinkarnację, podzielają pogląd, iż pomiędzy wcieleniami dusza odpoczywa w Krainie Wiecznego Lata lub na Tamtym Świecie, w pracach Gardnera zwanych „ekstazą Bogini”. Wielu wiccan wierzy w możliwość kontaktowania się z duchami zmarłych poprzez media lub tablice Ouija, zwłaszcza podczas sabatu w Samhain. Niektórzy, jak Alex Sanders, przeciwstawiają się takim praktykom, twierdząc: „oni są martwi; zostawmy ich w spokoju”. Na ten pogląd wpływ miał spirytualizm, bardzo popularny w czasach rozprzestrzeniania się Wicca, i z którym pierwotni wiccanie, jak Buckland, Gardner i Sanders mieli styczność.
Pomimo różnych wierzeń Wicca nie kładzie nacisku na życie pozagrobowe, skupiając się zamiast tego na doczesnym; jak wspominał historyk Ronald Hutton „instynktownym przemyśleniem większości wiccan jest zatem pogląd, iż pełne, bogate życie doczesne będzie na pewno miało większy lub mniejszy wpływ na życie następne, zatem należy się skoncentrować na nim.”

### Magia
Wielu wiccan wierzy w magię, siłę, którą można manipulować poprzez czarostwo lub zaklęcia (angielskojęzyczni wiccanie używają czasem zapisu magick, ukutego przez okultystę Aleistera Crowleya, jednakże ten zapis jest bardziej kojarzony z Thelemą niż Wicca). Wielu wiccan zgadza się z definicjami oferowanymi przez magów ceremonialnych, jak Crowley, twierdzący, że magia jest „nauką i sztuką czynienia zmian w zgodzie z wolą”, czy MacGregor Mathers, zakładający, że jest ona „nauką kontroli sekretnych sił przyrody”. Wielu wiccan uważa, że magia jest prawem przyrody, niedocenionym i niezrozumiałym przez współczesną naukę, i jako taką nie uważają jej za ponadnaturalną, lecz jako część „niezwykłych [w oryginale: super] mocy ulokowanych w naturze”, jak twierdził Leo Martello. Niektórzy wiccanie wierzą, że magia jest po prostu pełnym użyciem wszystkich pięciu zmysłów, dającym zaskakujące rezultaty, podczas gdy inni nie zarzekają się, że magia działa, ponieważ widzieli ją w akcji.

„Celem [magii] jest nagięcie do twojej woli świata „naginalnego”... jeśli nie posiadasz niezłomnej wiary w swoje moce i zdolności uroków, nie osiągniesz tej palącej intensywności woli i wyobraźni, która jest wymagana do spowodowania działania magii.”

Wiccanie rzucają czary bądź uroki podczas rytuałów, odbywających się w świętych kręgach, chcąc wprowadzić faktyczne zmiany w fizycznym świecie. Zwyczajowymi urokami są te używane do leczenia, ochrony, wzmożenia płodności oraz wypędzania złych wpływów. Wielu wczesnych wiccan, jak Alex Sanders, Sybil Leek i Doreen Valiente nazywało swoje działania magiczne „białą magią”, w opozycji do „czarnej magii”, związanej z satanizmem. Sanders używał także analogicznej terminologii „ścieżki lewej dłoni” w odniesieniu do wrogiej magii oraz „ścieżki prawej dłoni”, jako magii czynionej w przyjaznych intencjach; ta terminologia była dziełem XIX-wiecznej okultystki Heleny Bławatskiej. Niektórzy współcześni wiccanie zaprzestali używania dychotomii czarna-biała magia i ścieżka lewej-prawej dłoni, argumentując, że czerń nie koniecznie powinna mieć powiązania tylko ze złem.
Badacze religii, Rodney Stark i William Sims Bainbridge w 1985 roku stwierdzili, że Wicca „zareagowała na sekularyzację poprzez powrót do magii”, dodając, że jest to jedynie religia reakcyjna, która prędko wyginie. Owe poglądy były ostro krytykowane w 1999 roku przez historyka Ronalda Huttona, powołującego się na zgoła przeciwstawne zjawisko – „wielka grupa [wiccan] pracuje nad lub przy współpracy nowoczesnej techniki, takiej jak komputery”.

## Etyka
Dwa główne imperatywy etyczne w Wicca brzmią następująco:
- Prawa Trójpowrotu (ang. Threefold Law): „Cokolwiek uczynisz, dobrego czy złego, powróci do ciebie po trzykroć”
- Porady Wiccańskiej (ang. Wiccan Rede): „Jeśli nie krzywdzi się nikogo, czyń swoją wolę” („An it harm none, do what ye will”).

„Bide the Wiccan laws ye must, in perfect love and perfect trust...
Mind the Threefold Law ye should – three times bad and three times good...
Eight words the Wiccan Rede fulfill – an it harm none, do what ye will.”

(Przestrzegać musisz wiccańskich praw, w pełnej miłości i zaufaniu...
Pamiętać o prawie trójpowrotu – trzy razy źle i trzy razy dobrze...
Osiem słów porady wiccańskiej – jeśli nie krzywdzisz nikogo, czyń swoją wolę.)

Nie istnieje dogmatyczny kodeks moralny ani etyczny, przestrzegany uniwersalnie przez wszystkie tradycje, jednakże większość trzyma się Porady Wiccańskiej: „jeśli nie krzywdzisz nikogo, czyń swoją wolę”. Interpretowane jest to jako deklaracja wolności działań, z jednoczesną dbałością o konsekwencje i nie czynienie krzywdy innym i sobie. Kolejnym wspólnym elementem wiccańskiej etyki jest Prawo Trójpowrotu, które mówi – cokolwiek uczynisz dobrego czy złego, powróci do ciebie trzykroć mocniej.
Wielu wiccan pragnie kultywować również osiem cnót wspomnianych w „Pouczeniu Bogini” (ang. Charge of the Goddess) Doreen Valiente  – radość, szacunek, honor, pokora, siła, piękno, moc i współczucie. W wierszu Valiente cechy pogrupowane są w pary dopełniających się przeciwstawień, oddając dwoistość, charakterystyczną dla wierzeń wiccan. Niektórzy z rodowodowych wiccan przestrzegają praw wiccańskich, z których 30 znajduje się w tradycji gardneriańskiej, a 161 w tradycji aleksandryjskiej. Valiente, jedna z pierwszych arcykapłanek Gardnera twierdziła, że pierwsza trzydziestka tych praw została wymyślona przez jej mistrza w pseudoarchaicznym języku, jako efekt konfliktu w kowenie Bricket Wood .
Choć na początku Gerald Gardner demonstrował awersję do homoseksualizmu, twierdząc, iż przyniósł on „przekleństwo bogini”, obecnie orientacja ta jest w pełni akceptowana we wszystkich tradycjach, a niektóre z nich, jak Bractwo Minojskie otwarcie wiąże z nim swoje praktyki, zaś wiele ważnych postaci (Alex Sanders, czy Edmund Buczyński) Wicca było jawnymi homoseksualistami lub biseksualistami.

## Praktyki
Margot Adler zdefiniowała rytuał jako „metodę reintegracji indywiduów i grup w jeden kosmos, oraz połączenia czynności codziennych z ich zapomnianym znaczeniem”, dodając również, że wiccańskie rytuały nie są „suchymi, sformalizowanymi, powtarzającymi się przeżyciami”, a celem ich odprawienia jest zmiana świadomości ich uczestników. Zauważyła również, że wielu wiccan jest sceptycznych co do istnienia bóstw, życia pozagrobowego itd., jednakże pozostaje aktywnymi członkami ruchu, z racji przeżyć rytualnych.

Arcykapłan i historyk Wicca, Aidan Kelly uważał, że praktyki i odczucia w Wicca są znacznie ważniejsze niż wiara, twierdząc: 

jest to religia rytuałów, nie teologii. Rytuał jest pierwszy; mit drugi. Przyjmowanie mitów za prawdziwą historię, tak jak chrześcijańscy fundamentaliści przyjmują mity zawarte w biblii, wydaje się szalone. To coś zupełnie obcego.

 Z tego powodu Adler zauważyła 

ironicznie, biorąc pod uwagę wszystkie zarzuty przeciwko Wicca, jako zagrożeniu dla rozsądku, ruch ten prezentuje jeden z niewielu religijnych światopoglądów całkowicie zgodnych z nowoczesną nauką, zezwalający nawet na całkowity sceptycyzm wobec swoich metod, mitów i rytuałów

W Wicca praktykuje się wiele rytuałów stosowanych do celebracji sabatów, czczenia bóstw czy działań magicznych. Często mają miejsce podczas pełni lub nowiu i wtedy nazywane są esbatami. W rytuałach używa się zwykle specjalnego zestawu Narzędzia magiczne w Wicca – athame, różdżki, pentagramu, kielicha, jak również besomu (ceremonialnego kija od miotły), kociołka, świec, kadzidła oraz zakrzywionego ostrza – boline. Ołtarz znajduje się zwykle w kręgu, zaś na nim rytualne narzędzia oraz wizerunki Boga i Bogini. W niektórych tradycjach przyjętym jest poszczenie i dokonywanie ablucji przed wstąpieniem do kręgu. Po zakończeniu rytuału, składane są podziękowania Bogu, Bogini i Strażnikom, a krąg jest zamykany.
Jedną z praktyk, która stała się podłożem wielu sensacji w tradycjach gardneriańskiej i aleksandryjskiej, jest odprawianie rytuałów nago (skyclad). Zwyczaj ten jest łączony z książką Charlesa Lelanda, Aradia, czyli ewangelia dla wiedźm, mającej być zapisem praktyk wiedźm włoskich. W innych tradycjach stosuje się podłużne szaty przepasane powrozem, lub nawet ubrania codzienne. W niektórych odprawiana jest zrytualizowana magia seksualna w formie Wielkiego Rytuału, podczas którego Wysoka Kapłanka i Wysoki Kapłan wzywają bóstwa do swoich ciał przed odbyciem stosunku płciowego, aby wydzielona energia posłużyła do praktyk magicznych. W niektórych wypadkach ten akt jest wykonywany symbolicznie za pomocą athame jako penisa i kielicha jako pochwy.
Wiccanie celebrują osiem świąt związanych z porami roku, zwanych sabatami – kolektywnie są one nazywane Kołem Roku 

### Rytuały przejścia
Wicca celebruje wiele różnych rytuałów przejścia. Najważniejszym z nich jest inicjacja, poprzez którą osoba dołącza do Rzemiosła i zostaje wiccaninem (wiccanką).
W Brytyjskim Wicca Tradycyjnym (BTW) istnieje linia wtajemniczeń kolejnych członków, ciągnąca się aż do Gardnera, a przez niego do kowenu New Forest. Gardner wspominał o zasadzie „roku i jednego dnia” pomiędzy momentem rozpoczęcia studiów nad Rzemiosłem a momentem inicjacji, choć wielokrotnie łamał tę zasadę. W BTW inicjacja wprowadza osobę tylko na pierwszy stopień wtajemniczenia – by awansować dalej musi przejść kolejną ceremonię, podczas której opisuje się rytualne przedmioty. Podczas ceremonii nadawane jest także „imię w Rzemiośle” (ang. craft name). Poprzez osiągnięcie drugiego stopnia wtajemniczenia, członek ma prawo inicjować innych, lub zakładać pół-autonomiczne koweny. Awans na trzeci, najwyższy stopień, łączy się z uczestnictwem w Wielkim Rytuale, fizycznie, bądź symbolicznie, jak również w rytuale chłosty. Przy trzecim stopniu, wiccanin może formować oddzielne koweny. Ten trójstopniowy system jest unikatowy dla BTW oraz tradycji na niej bazujących. Cochrane's Craft, niebędące częścią BTW, nie posiada trzech stopni, jedynie rangi nowicjusza i wtajemniczonego.
Samotni wiccanie również przeprowadzają rytuał samo-inicjacji, przeznaczając się niejako Rzemiosłu. Opis tego rytuału znalazł się po raz pierwszy w książce Paula Husona Mastering Witchcraft (1970) i zawierał recytację modlitwy Ojcze nasz od tyłu, jako symbol oporu wobec historycznych prześladowań czarownic.
Noworodki w wiccańskich rodzinach mogą być wprowadzane poprzez rytuał zwany Wiccaning, co nawiązuje do angielskiej nazwy chrztu (ang. christening). Celem tego jest oddanie dziecka pod opiekę Boga i Bogini. Jednak wraz z głębokim szacunkiem względem wolnej woli dziecko to nie musi w przyszłości stawać się wiccaninem (wiccanką) lub brać udziału w jakichkolwiek praktykach pogańskich, jeśli sobie tego nie życzy.

### Zarękowiny

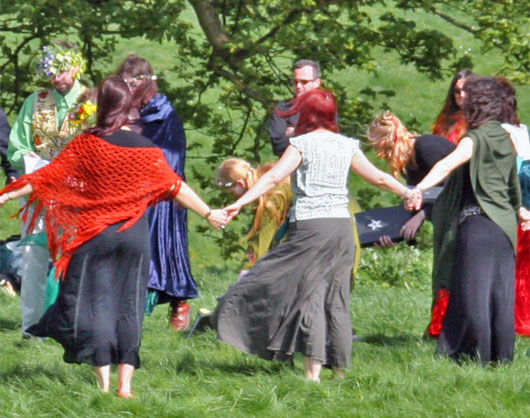
Ceremonia zarękowin w Avebury w Anglii, podczas Beltane w 2005

Zarękowiny to kolejne święto obchodzone przez wiccan, najczęściej stosowane podczas ceremonii ślubnych. Niektórzy wiccanie praktykują próbne śluby na okres roku i jednego dnia, inicjowane podczas sabatu w Lughnasadh, jako że był to tradycyjny czas zarękowin wśród Irlandczyków. Typową przysięgą jest „póki trwać będzie miłość”, zamiast chrześcijańskiego „póki śmierć nas nie rozłączy”. Pierwsza znana wiccańska ceremonia zaślubin miała miejsce w 1960 roku, w kowenie Bricket Wood, pomiędzy Frederikiem Lamondem a jego pierwszą żoną Gillian.

## Księga Cieni
Wicca nie posiada zestawu świętych tekstów, jednakże istnieje kilka źródeł, które różne tradycje uznają za ważne i którymi podpierają swoje praktyki. Gerald Gardner używał jednej, stale udoskonalanej książki zawierającej wiele różnorodnych tekstów, na potrzeby swoich kowenów – w tradycji utarło się nazywać ją „Księgą cieni”. Według słów Gardnera, „Księga cieni” to osobisty zbiór „uroków”, które dla jej właściciela okazały się skuteczne. Gardner przekazał kopię własnej księgi na użytek innych jako punkt odniesienia, z którego można czerpać według uznania. W jego wersji znajdowały się teksty ze źródeł takich jak Aradia Charlesa Lelanda, czy prace okultysty Aleistera Crowleya, jak również wiersze komponowane przez niego i jego Wysoką Kapłankę Doreen Valiente; najważniejszym z tych wierszy jest Porada Bogini.
Podobnie jak używane w magii ceremonialnej grymuary, Księga zawiera instrukcje jak wykonywać rytuały i rzucać uroki, jak również poezję religijną i pieśni (np. Eko Eko Azarak), używane podczas celebracji. Intencją Gardnera było, aby każda Księga była inna – student miał kopiować teksty od swojego inicjatora, zmieniając elementy, które okazały się dlań nieefektywne. Jednakże pośród gardneriańskich wiccan, zwłaszcza w Stanach Zjednoczonych, wszystkie Księgi są niemal jednakową kopią wersji wysokiej kapłanki Monique Wilson, która z kolei pobrała ją od Gardnera. W początkach BTW Księga miała być trzymana w tajemnicy przed niewtajemniczonymi, jednak wiele fragmentów zostało opublikowanych przez Charlesa Cardella, Lady Shebę, Janet Farrar czy Stewarta Farrara.
W niektórych tradycjach spod znaku Traditional Witchcraft korzystają z różnorodnych form literackich – 1734 tradition posługuje się listami Roberta Cochrane’a do Josepha Wilsona, zawierającymi instrukcje mistyczne; Azoetia Andrew Chumbleya to grymuar używany przez inne tradycje.

## Symbolika

Symbol Potrójnej Bogini – rosnący, pełny i malejący księżyc

Wiccanie używają wielu symboli. Najbardziej rozpoznawalnym symbolem jest pentagram, reprezentujący pięć klasycznych żywiołów – ziemię, powietrze, ogień, wodę i ducha (lub człowieka). Innym symbolem jest triquetra, znak Potrójnej Bogini.

## Tradycje
W latach 50. do 70., kiedy ruch wiccański opierał się „liniowo-inicjowanych” grupach Wicca gardneriańskiej, „tradycja” oznaczała zazwyczaj przenoszenie doświadczeń i inicjację. Jednakże wraz z rozrostem i zakładaniem coraz nowych grup, termin stał się synonimem „wyznania”, czy też „odłamu” Wicca. Istnieje wiele tradycji, jak również cała rzesza samotnych wiccan, nie łączących się z żadną z większych gałęzi. Pojawiają się także koweny, celebrujące Wicca na swój własny, często eklektyczny sposób.
Do głównych tradycji Wicca należą:
- Brytyjskie Wicca Tradycyjne(inne języki) (ang. British Traditional Wicca, w skrócie BTW, termin ukuty przez amerykańskich pogan). Na Wyspach Brytyjskich obejmuje dwie tradycje:
  - Tradycja gardneryjska(inne języki) (zwana też wicca gardneryjskim) – najstarsza tradycja, której nazwa pochodzi od nazwiska założyciela, Geralda Gardnera. Przystąpienie do gardneriańskiego kowenu musi być poprzedzone inicjacją, a ta – przygotowaniami, zwyczajowo trwającymi rok i jeden dzień. Szczegółowy przebieg szkolenia przygotowującego do inicjacji jest tajny, podobnie jak szczegóły obrzędów gardneriańskich (przekazuje się je wyłącznie członkom kowenu). Wiadomo jednak, że te ostatnie oparto częściowo na klasycznej magii ceremonialnej. Gardnerianie kładą ogromny nacisk na indywidualny kontakt z bóstwem i cyklicznymi zmianami dokonującymi się w przyrodzie. Drogą do osobistego doświadczenia religijnego jest uczestnictwo w wiccańskich misteriach,
  - Tradycja aleksandryjska (zwana też wicca aleksandryjskim) – założona w latach 60. XX wieku przez Alexa Sandersa, niemal w całości oparta na założeniach gardneriańskich. Sam Alex Sanders był inicjowany do tradycji gardneryjskiej. Swoją praktykę uzupełnił o elementy magii ceremonialnej. Terminu Alexandrian Wicca – wicca aleksandryjska – jako pierwszy użył Steward Farrar, brytyjski dziennikarz i popularyzator Wicca, a przede wszystkim uczeń Sandersa. Termin odnosił się do wizji Biblioteki Aleksandryjskiej postrzeganej jako zbiór wiedzy i mądrości świata[67]. Podstawową różnicą jest wywodzenie swojej linii inicjacyjnej od Alexa Sandersa oraz większy nacisk na ceremonialność rytuału.

Pomniejszymi tradycjami są:
- Wicca dianiczne – założona w latach 70. XX wieku przez Zsuzsannę Budapest(inne języki). Nawiązuje ona do teorii Margaret Murray i uznaje wyłącznie istnienie Bogini, z pominięciem Boga.
- Wicca corelliańskie – założone przez Orpheis Caroline High-Correll (według przekazów ustnych miało to miejsce w 1879 roku, przed powstaniem Wicca jako religii). Tradycja ta kładzie szczególny nacisk na oddawanie czci przodkom.
- Wicca minojskie – założone przez Edmunda M. Buczyńskiego(inne języki) pod koniec lat 70. XX wieku. Panteon tej tradycji został zaczerpnięty z mitologii pre-doryckiej (poprzedzającej grecką), nawiązuje też do spuścizny kultury minojskiej, zaś obrzędy są bardzo podobne do gardneriańskich.
- Wicca eklektyczne (ang. Eclectic Wicca) – czerpiące inspirację z różnych (dowolnie wybranych przez wyznawcę) panteonów. Z powodu prowadzącej do nieporozumień dowolności często odmawia się jej prawa do określania się jako Tradycja.

### Koweny i wiccanie eklektyczni
„Liniowi” wiccanie zorganizowani są w autonomiczne koweny, zaś na ich czele stoi para – arcykapłanka i arcykapłan – przeprowadzeni przez wszystkie trzy stopnie wtajemniczenia. Inicjacja i praktyka nowych kapłanów jest przeprowadzana w kowenie, jednakże nie jest to wymogiem i wielu inicjowanych wiccan nie jest powiązanych z żadną grupą.
Największa liczba wiccan w kowenie wynosi często 13 członków, jednak nie jest to regułą. Po przekroczeniu tej ilości koweny są zwykle rozdzielane, jednakże często ze sobą współpracują. Grupa kowenów jest nazywana „gajem” (ang. grove).
Wiccan eklektycznych jest więcej niż samotnych i „liniowych”, zaś ich wierzenia mogą się znacznie różnić. Często biorą oni udział w zgromadzeniach i innych wydarzeniach, jednak praktyki duchowe (sabaty, esbaty, rzucanie uroków, prace magiczne) wykonują samotnie.

## Odbiór

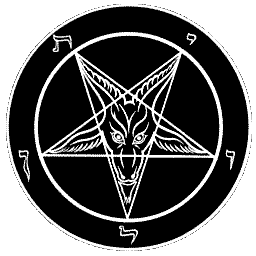
Użycie odwróconego pentagramu przez Kościół Szatana doprowadziło do kojarzenia wiccan z satanizmem.

Wicca pojawiło się w krajach z dominującym wyznaniem chrześcijańskim i od samego początku było atakowane przez niektóre grupy religijne oraz prasę (w Wielkiej Brytanii News of the World). W niektórych krajach jest to praktykowane do dzisiaj, zaś niektórzy chrześcijanie odbierają Wicca jako formę satanizmu, pomimo zasadniczych różnic pomiędzy oboma wyznaniami, jak brak postaci odpowiadającej Szatanowi.
Ujawnienie się przyjaciołom i rodzinie jako wyznawca Wicca jest nazywane „wychodzeniem z szafy na miotły” (ang. coming out of the broom-closet). W podobny sposób Wicca była oskarżana o anty-chrześcijaństwo, co było odpierane przez Doreen Valiente, powołującą się na istnienie wielu wiccan szanujących postać Jezusa, a „niemających względu na doktryny kościelne, które postrzegane są jako zbiór «dogmatów-samoróbek»”.

## Wicca w Polsce
Pierwsi wiccanie najprawdopodobniej pojawili się w Polsce po 1989. W drugiej połowie lat 90. zaczęły się pojawiać pierwsze strony powiązane z wicca, czarostwem i magią ogólnie pojętą, a także listy dyskusyjne (jak #wicca-pl, #wiccaplklub i #Wicca ABC). Dla Brytyjskiego Wicca Tradycyjnego swego rodzaju przełomem była pierwsza dekada XXI wieku, kiedy pierwsze osoby z Polski zaczęły wyjeżdżać za granicę (głównie do Wielkiej Brytanii), żeby tam przejść rytuał inicjacji do wybranego kowenu i podjąć trening. W 2007 roku rozpoczął działalność polski oddział Międzynarodowej Federacji Pogańskiej. W roku 2009 powołano pierwszy polski kowen w tradycji aleksandryjskiej. 
Obecnie Wicca nie jest w Polsce wyznaniem zarejestrowanym. Sama forma uprawiania kultu praktycznie uniemożliwia jego rejestrację. Każdy kowen jest autonomiczną jednostką liczącą do 13 osób, zatem nie spełnia kryteriów rejestracji.
Wśród Polaków identyfikujących się z wicca dominują wiccanie eklektyczni (nie inicjowani w żadnej z tradycji i często nie uznawani za wiccan przez osoby inicjowane). Obecnie także odbywają się liczne spotkania grup pogańskich inicjowane przez Międzynarodową Federację Pogańską. Organizowane są także, coraz liczniej, warsztaty o wicca tradycyjnym prowadzone przez PFI.
Jako wiccanin określa się poseł na Sejm X kadencji, Marcin Józefaciuk, reprezentujący klub parlamentarny Koalicji Obywatelskiej.